# ツインローズ
『ツインローズ』（原題: 見習黑玫瑰、英題: Protege de la Rose Noire）は2004年に製作された香港映画。
主演は香港の人気アイドルツインズ。監督はドニー・イェンとバーバラ・ウォン。
当時トップアイドルであったツインズが主演した前年の『ツインズ・エフェクト』のヒットを受けて制作されたアクションコメディ。日本では劇場未公開のまま2005年にDVDが発売された。なお、劇中ダブルヌンチャクで登場しツインズと戦う女子高生としてドニー・イェンの実妹クリス・イェンも出演している。

## 物語
自分を宇宙人だと思っているサンディと天才だが本名で呼ばれると凶暴化するキューは、それぞれの事情でアパートを探していた。
ある日、二人は掲示板で「住み込み　報酬待遇　職種：見習い（美女限定）」の張り紙を同時に見つけ、タクシードライバーのローが運転する車で、怪しげな屋敷に向かう。
そこには、伝説の正義の味方、黒バラが住んでいた。彼女はかつて自分の弟子だったアイビー党の悪事に頭を痛めていた。
サンディ、キュー、何故か巻き込まれたローの三人は成り行きで黒バラの弟子となり、正義の味方（見習い）として、アイビー党に戦いを挑む。

## スタッフ
- 監督：ドニー・イェン、バーバラ・ウォン
- アクション監督：ドニー・イェン
- 製作総指揮：ダニエル・ラム
- 製作：カール・チョン
- 美術：ケネス・マック
- 音楽：チャン・クォンウィン、ケン・チェン
- VFX：コアン・ホイ
- 脚本：ノベル・ラム、ロイ・ツェト、ラウ・マン・ワイ

## 出演
- イーキン・チェン - 羅大（ロー・ダイ）
- テレサ・モウ - 黒玫瑰（黒バラ）
- シャーリーン・チョイ - 沙織（サンディ）
- ジリアン・チョン - 老嬌（キュー）
- フェイス・ウー - 紫藤女（アイビー）
- クリス・イェン - 小魔女
- 劉以達 - 心理專家（心理学者）

## DVD
- 2005年12月23日に、フルメディアから日本版DVDが発売された。

## 関連作品
- ストーリー上のつながりはないが、香港のコメディ作品である「黒薔薇VS黒薔薇」（92黑玫瑰對黑玫瑰）や「黒薔薇VS黒薔薇II」（玫瑰玫瑰我愛你）のように、1960年代の香港映画に登場した怪盗「黒薔薇」シリーズからの派生作品と考えられる。
- 劇中には、ツインズの2人が酔拳や蛇拳の修行をする場面が登場し、また、バットマン風な扮装やキル・ビルのようなアクションシーンが描かれるなど、様々な映画のパロディがみられる。